# Memories (RIIZEの曲)
『Memories』（メモリーズ） は、韓国のアイドルグループ・RIIZEのデジタルシングル。2023年8月21日にカカオエンターテインメントより発売された。

## 概要
RIIZE初の正式リリース作品。9月4日のデビューに先駆け、プロローグシングルとして公開された。
SMエンタテインメント専属のヒット作メーカー・KENZIEが制作に参加した同曲は、過ぎ去った時間に対して郷愁を呼び起こすようなシンセサイザーとギターサウンドが印象的な楽曲である。メンバーたちが同じ夢を見て練習してきた思い出を大切にしながら、より大きな世界に向かって第一歩を踏み出す純粋な若さを歌詞に込め、RIIZEとして新たなスタートを告げる象徴的な歌となっている。
2023年8月20日に開催された「KCON LA 2023」のショーケースステージで初披露し、同年9月4日に発売された1stシングルアルバム「Get A Guitar」の収録された。

## 収録曲
1. Memories [2:58]
  - 作詞：KENZIE（英語版）
  - 作曲：KENZIE / Ronny Svendsen / Adrian Thesen / Anne Judith Stokke Wik / Bobii Lewis / Kyle Wong
  - 編曲：KENZIE / Ronny Svendsen / Pizzapunk

## Memories (KENZIE RE:WORKS)
『Memories (KENZIE RE:WORKS)』 は、韓国の作曲家兼プロデューサー・KENZIEとRIIZEのデジタルシングル。2024年10月10日にカカオエンターテインメントより発売された。音楽配信サービスによっては、『RE:WORKS』というタイトルで配信されている。

### 概要
本作は、SMエンタテインメント専属の作曲家兼プロデューサー・KENZIEが、自身が制作に携わった『Memories』を、新しい感覚で再解釈 (RE:WORKS)して制作した作品。
なお、Apple MusicやSpotify、Amazon Musicなどでは、KENZIEとRIIZEの作品として配信されているが、MelonやVIBE、Bugsなどの韓国音楽配信サービスでは、NCT DREAMやaespaの楽曲も含めた『RE:WORKS』として配信されており、全3曲が収録されている。

### 収録曲
1. Memories (KENZIE RE:WORKS) [2:52]
  - 作詞：KENZIE（英語版）
  - 作曲：KENZIE / Ronny Svendsen / Adrian Thesen / Anne Judith Stokke Wik / Bobii Lewis / Kyle Wong
  - 編曲：KENZIE

## ミュージックビデオ

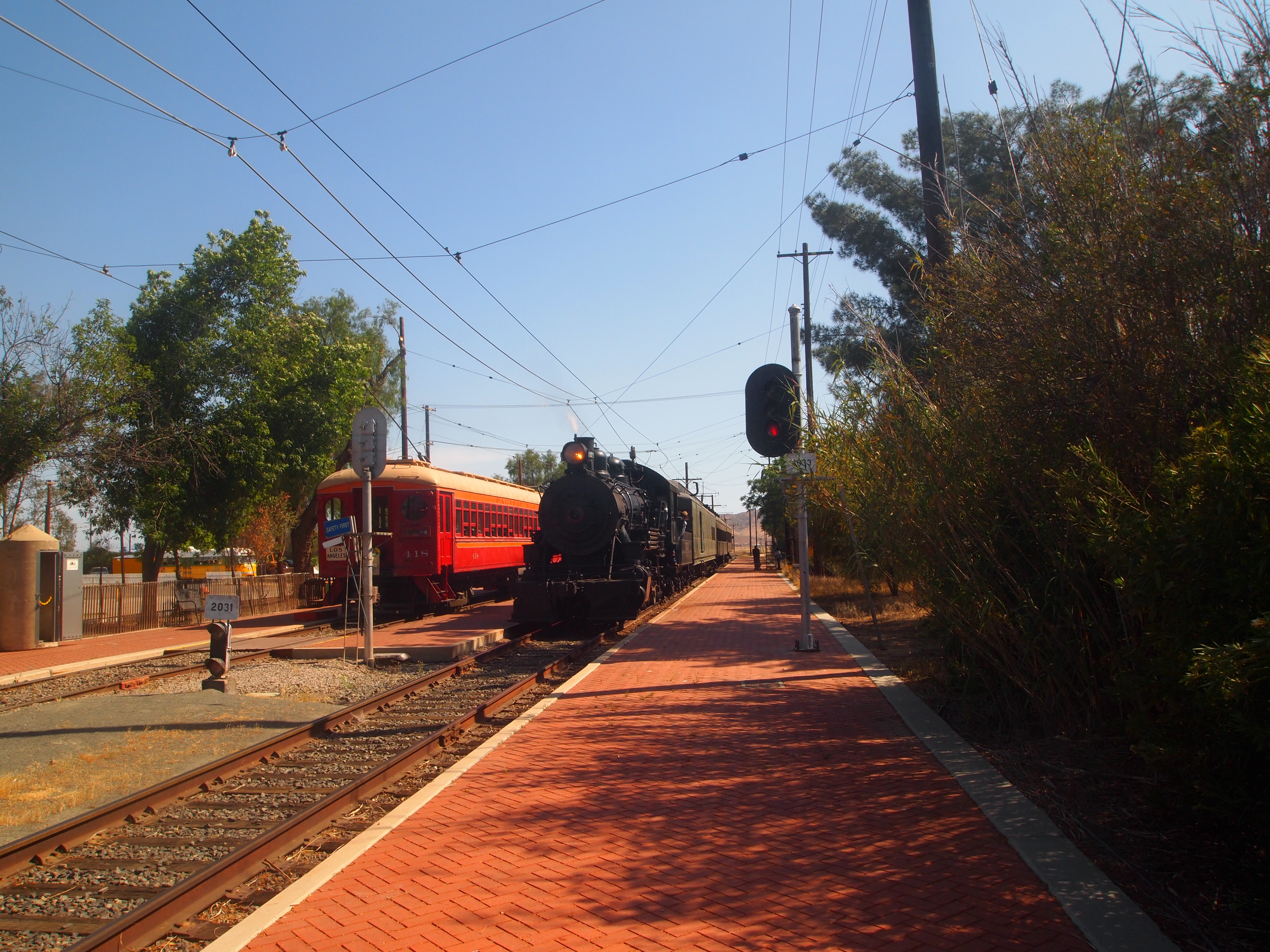
南カリフォルニア鉄道博物館

少年たちの自由な成長のストーリーをコンセプトに制作したミュージックビデオは、米・ロサンゼルスのサウザンドオークス・ペリス地域オールロケで撮影された。曲の明るい雰囲気とぴったりの広大な自然を背景に、デビュー前のときめきを秘めたまま友情を分かち合うメンバーたちのナチュラルな姿が収められている。

## 関連動画
| 公開日         | タイトル                   | タイトル                   | リンク |
| -------------- | -------------------------- | -------------------------- | ------ |
| 2023年8月21日  | Memories                   | MV                         | ▶      |
| 2023年9月6日   | Memories                   | MV Behind                  | ▶      |
| 2023年10月30日 | Memories                   | MV Reaction                | ▶︎      |
| 2023年9月7日   | Memories                   | Performance Video          | ▶︎      |
| 2023年9月16日  | Memories                   | Dance Practice             | ▶      |
| 2023年10月18日 | Memories                   | Recording / Dance Practice | ▶      |
| 2024年10月10日 | Memories (KENZIE RE:WORKS) | MV                         | ▶      |

## リリース日程
| 地域                           | 日付           | 規格         | レーベル                 |
| 『Memories』                   | 『Memories』   | 『Memories』 | 『Memories』             |
| ------------------------------ | -------------- | ------------ | ------------------------ |
| 韓国                           | 2023年8月21日  | 配信         | SM／カカオ               |
| 世界                           | 2023年8月21日  | 配信         | SM／カカオ               |
| 『Memories (KENZIE RE:WORKS)』 |                |              |                          |
| 韓国                           | 2024年10月10日 | 配信         | SM・ScreaM／カカオ       |
| 世界                           | 2024年10月10日 | 配信         | SM・ScreaM／カカオ       |
| 日本                           | 2024年10月10日 | 配信         | ユニバーサルミュージック |